# سانجو، نیگاتا
سانجو در استان نیگاتا در کشور ژاپن  واقع شده‌است  که دارای جمعیت ۱۰۳٬۱۹۹ نفر و مساحت ۴۳۲٫۰۱ کیلومتر مربع با تراکم جمعیت ۲۳۹  نفر در کیلومترمربع است و در تاریخ ۱ مه ۲۰۰۵ به عنوان شهر شناخته شد.